# Anne-Marie Wallin
Anne-Marie Wallin, född Helin 15 april 1925 i Maria Magdalena församling i Stockholm, död 16 maj 2010 i Högalids församling. var en svensk balettdansös. Från 1943 gift med inspicienten Ryno Wallin.

## Föreställningar på Kungl. Teatern
- 1944 – Älvalek
- 1944 – Coppélia
- 1950 – Giselle (ou Les Wilis)
- 1950 – Fröken Julie (balett)
- 1951 – Abraxas
- 1952 – Taglioni
- 1952 – Ungersvennen och de sex prinsessorna
- 1953 – Svansjön
- 1955 – Romeo och Julia
- 1957 – Gaîté Parisienne (Jacques Offenbach)
- 1959 – Månrenen
- 1959 – Don Quijote
- 1961 – Riddar Blåskäggs mardröm, (Harald Sæverud)
- 1962 – Romeo och Julia

## Filmografi
- 1951 – Det var en gång en sjöman
- 1951 – Sköna Helena
- 1952 – Eldfågeln
- 1953 – Resan till dej